# ニザール・ブン・アル＝ムスタンスィル
アブー・マンスール・ニザール・ブン・アル＝ムスタンスィル（アラビア語: أبو منصور نزار بن المستنصر, ラテン文字転写: Abū Manṣūr Nizār b. al-Mustanṣir, 1045年9月26日 - 1095年11月以降）は、第8代ファーティマ朝カリフのムスタンスィルの息子であり、ファーティマ朝が信奉していたイスマーイール派の支流の一つにあたるニザール派の名祖となった人物である。
ニザールは父親のムスタンスィルの後継者として最も有力視されていた人物だったが、1094年12月にムスタンスィルが死去すると、当時の実力者であったワズィール（宰相）のアル＝アフダル・シャーハンシャーフはニザールではなくその弟のムスタアリーをカリフに即位させた。これに反発したニザールはカイロを脱出してアレクサンドリアに逃れ、そこで支持者を得てアル＝ムスタファー・リッ＝ディーニッラーフ（アラビア語: المصطفى لدين الله, ラテン文字転写: al-Muṣṭafā li-Dīn Allāh）の即位名を名乗り反乱を起こした。しかし、1095年末には敗れて捕らえられ、カイロで監禁された末に死亡した。
12世紀に入るとニザールの息子、あるいは子孫と称する者たちがファーティマ朝に対し反乱を起こしたが、いずれの反乱も失敗に終わった。その一方でペルシアとイラクのイスマーイール派の共同体はムスタアリーの継承を認めず、ニザールを正当なイマームとみなした。その結果、ニザールの支持者たちはファーティマ朝との関係を断ち、ニザールの子孫を主張する独自のイマームを擁するニザール派を形成した。ニザール派は一時期ペルシアで国家を築くまで発展し、そのイマームの地位は今日に至るまで後継者たちによって継承されている。

## 経歴

### 出自と背景

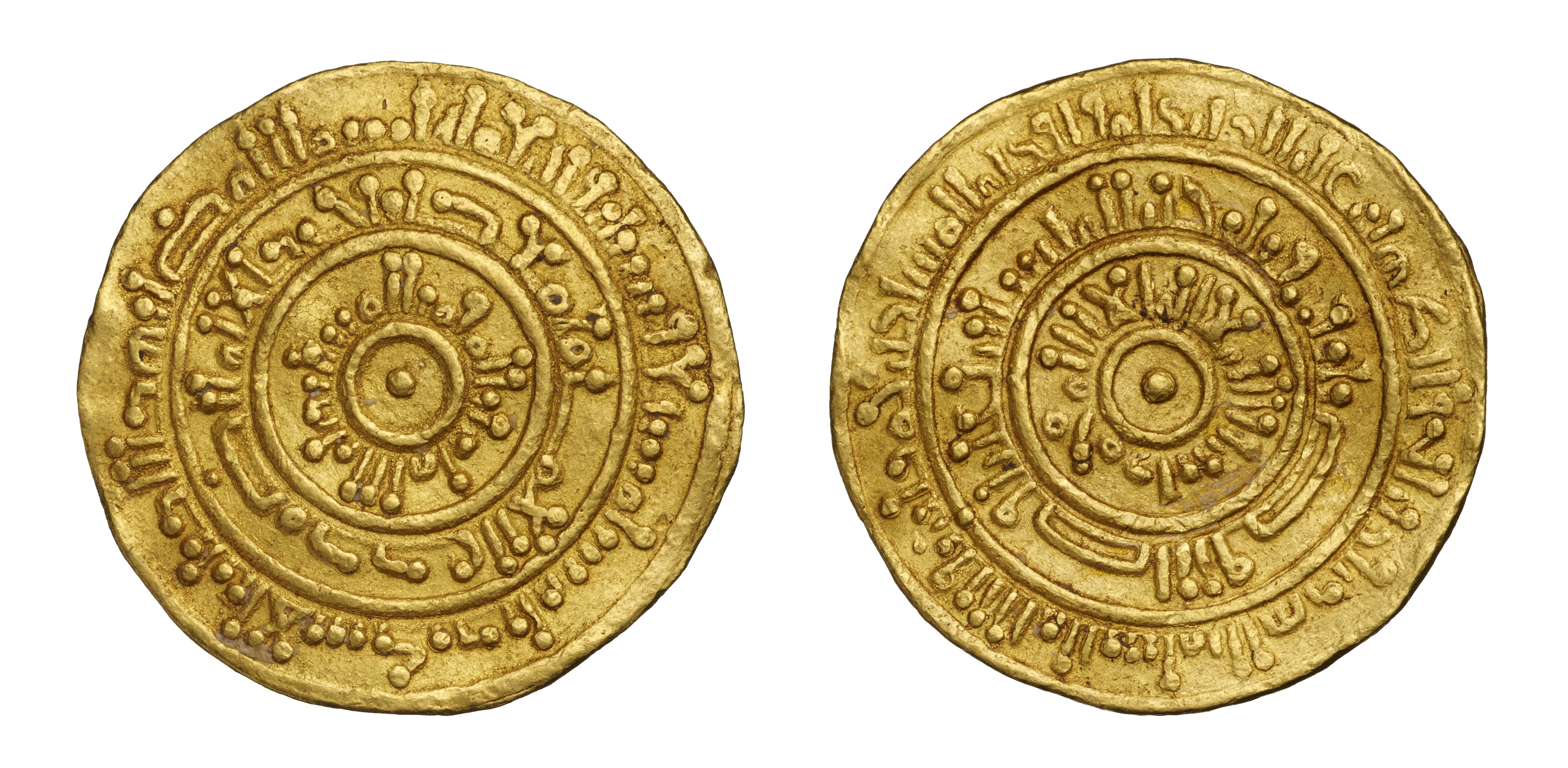
ヒジュラ暦467年（西暦1074/5年）にアレクサンドリアで鋳造されたムスタンスィルのディナール金貨

ニザールはヒジュラ暦437年ラビー・アル＝アウワル月5日（西暦1045年9月26日）に第8代のファーティマ朝のカリフでありイマームでもあるムスタンスィル（在位：1036年 - 1094年）の息子として生まれた。当時のムスタンスィルは15歳前後であり、すでに10年にわたりカリフの地位にあった。ニザールはカリフの長男であった可能性が高いものの、史料によってはアブー・アブドゥッラーという名の別の息子がムスタンスィルの息子の中で最年長とされている場合もある。
ファーティマ朝は1060年代後半に深刻な危機に陥った。東方ではセルジューク朝の侵攻によってシリア一帯の支配が脅かされ、本拠地のエジプトではファーティマ朝のトルコ人軍団とアフリカ系黒人軍団の衝突が長期にわたって続き、中央政府の機能麻痺と政治混乱、さらには大規模な飢饉を引き起こした。王朝の崩壊が危ぶまれる国内の混乱の中、ムスタンスィルは1068年頃に息子たちを保護対策として領内の各地へ分散させ、名前の不明な未成年の息子だけを自分のそばに残した。マムルーク朝時代の歴史家であるマクリーズィーの記録によれば、息子たちのうちアブー・アブドゥッラーとアブー・アリーが将軍のバドル・アル＝ジャマーリーの軍と合流するためにアッコに向かい、アブル＝カースィム・ムハンマド（後のカリフであるハーフィズの父）がアスカロンに向かい、もう一人の名前の不明な未成年の息子がカイロに残った。マクリーズィーはニザールについては言及していないが、ニザールもこの措置の対象に含まれていた可能性が非常に高く、後のカリフのアーミル（在位：1101年 - 1130年）が1122年に公布した『アル＝ヒダーヤ・アル＝アーミリーヤ』と呼ばれる教書では、ニザールが港湾都市のダミエッタへ送り出されたとされている。このようなファーティマ朝の王子たちの離散状態は、少なくとも1073年にバドル・アル＝ジャマーリーが全権を掌握する形でワズィール（宰相）に就任し、エジプトに秩序を回復させるまで続いた。

### 後継者争い
長男であるニザールは慣習に従って父親の後継者として最も有力視されていたとみられ、歴史家はしばしばニザールが父親の後継者に指名されていたと述べている。しかし、実際には1094年12月にムスタンスィルが死去する時点までにニザールが正式に後継者として指名されることはなかったとみられている。
マクリーズィーはニザールの後継者指名が行われなかったことについて、1094年6月に父親の後を継いでワズィールとなったバドルの息子であるアル＝アフダル・シャーハンシャーフの陰謀によるものだったと記している。マクリーズィーによれば、アル＝アフダルとニザールの間には根深い敵意が存在していた。あるときアル＝アフダルが騎乗したまま宮殿に入ろうとすると（この行為はカリフの持つ特権の一つであった）、すぐさまニザールが馬から降りるようにアル＝アフダルに対し怒鳴りつけ、「汚いアルメニア人」と呼んだという逸話が残されている。この時以来二人は仇敵となり、アル＝アフダルはニザールの活動を妨害し、その使用人を降格させ、さらには自分の目的のために軍司令官たちを味方に引き込んだ。このとき軍司令官の一人であるベルベル人のムハンマド・ブン・マサール・アッ＝ルッキーだけがニザールへの忠誠を維持したが、これはニザールがアル＝アフダルに代えてムハンマドをワズィールに任命すると約束したからだと言われている。
マクリーズィーによれば、アル＝アフダルはニザールへの正式な後継者の指名を阻止するためにムスタンスィルに圧力をかけ、1094年12月にカリフが死去すると、ニザールのかなり歳の離れた異母弟であるムスタアリー（在位：1094年 - 1101年）をイマームとカリフの地位に据えた。そのムスタアリーは登位までの過程を完全にアル＝アフダルに依存しており、さらに登位の直前にはアル＝アフダルの姉妹の一人と結婚していた。アル＝アフダルはこうした方策も用いながら、まだ不安定であった自分の権力を脅かすとは考えにくい従順な傀儡へとムスタアリーを仕立て上げていった。

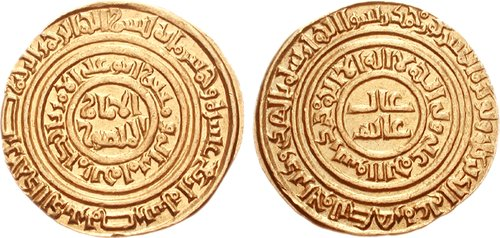
ヒジュラ暦514年（西暦1119/20年）にカイロで鋳造されたアーミルのディナール金貨。アーミルは『アル＝ヒダーヤ・アル＝アーミリーヤ』と呼ばれる教書を公布し、父親であるムスタアリーの即位の正当性を主張した。

後にムスタアリーの息子でその後継者となったアーミルは、ムスタアリーの継承を擁護し、ニザール派（後述）の支持者の主張に対抗するため、『アル＝ヒダーヤ・アル＝アーミリーヤ』と呼ばれる教書を公布した。この教書は上述の王子たちの保護対策に関し、カイロに最も近い者（すなわち後のカリフのムスタアリー）が最も重要性の高い立場にあったため、恐らく王子たちは重要度順に遠ざけられたのであろうと述べている。現代の歴史家はこのような政権側にとって都合の良い独特の解釈に対し、王子たちは保護のために送り出されたのであって、意図的に曲解された主張であると指摘している。歴史家のポール・E・ウォーカーによれば、アブー・アブドゥッラーがバドル・アル＝ジャマーリーの強力な軍隊が駐屯するアッコへ送り出されたのは、むしろ父親にとって重要性が高く、父親がアブー・アブドゥッラーの安全を確保したいと強く望んでいたことを示している。また、ウォーカーはこの時カイロに残された名前の不明な未成年の息子を1060年に誕生が公表されたアブル＝カースィム・アフマドと同定しており、この時点ではまだ生まれていなかった（同じアブル＝カースィム・アフマドの名を持つ）ムスタアリーでないことは明らかであると指摘している。そしてこの年長のアブル＝カースィム・アフマドは、恐らく1074年にムスタアリーが生まれる前に死去したためにムスタアリーに再び同じ名前が与えられたと述べている。
『アル＝ヒダーヤ・アル＝アーミリーヤ』やその他の記録では、ムスタンスィルがムスタアリーの結婚式の祝宴で、あるいは死の床でムスタアリーを後継者に選んだという話や、ムスタンスィルの姉妹の一人がムスタンスィルから密かに呼び出され、ムスタアリーの指名を遺産として聞き届けたとする話を伝えており、このような記録を通してムスタアリーによる継承の正当性を強く主張している。ファルハード・ダフタリーなどの現代の歴史家は、これらの話について、ほぼ間違いなくアル＝アフダルによる事実上のクーデターを遡及的に正当化する試みであると考えている。
しかし、マクリーズィーはアル＝アフダルの行動が実際に周到に準備されたクーデターであったのかを疑わせる別の記録も残している。それによれば、アル＝アフダルはムスタンスィルの息子たちの中で最も著名であったとみられるニザール、アブドゥッラー、およびイスマーイールの三人を宮殿に呼び出し、カリフの地位に据えたムスタアリーに忠誠を誓うように求めたが、三人ともこれを拒否した。三人はムスタアリーを認めなかっただけでなく、それぞれムスタンスィルが自分を後継者に選んだと主張した。さらにニザールは後継者の指名を裏付ける文書を所持しているとさえ語った。このような拒絶はアル＝アフダルを完全に驚かせたとみられ、兄弟たちは最終的に宮殿から立ち去ることを認められたが、その後、アブドゥッラーとイスマーイールが宮殿のすぐ近くのモスクに向かったのに対し、ニザールは直ちにカイロから脱出した。そして混乱はこれだけに止まらず、ムスタンスィルの死を知ったカイロの教宣長官（ダーイーの長官）のバラカートがアブドゥッラーをアル＝ムワッファク（「神に祝福されし者」の意）の即位名とともにカリフであると宣言したことでさらなる混乱に発展した。しかし、アル＝アフダルはすぐに事態の主導権を取り戻し、バラカートは逮捕され（後に処刑された）、アブドゥッラーとイスマーイールは監視下に置かれた末にムスタアリーの即位を公に認めた。そして役人の大規模な集会が開かれ、集会の参加者はムスタアリーがイマームでありカリフであるとしてムスタアリーを歓呼で迎えた。

### 反乱と死

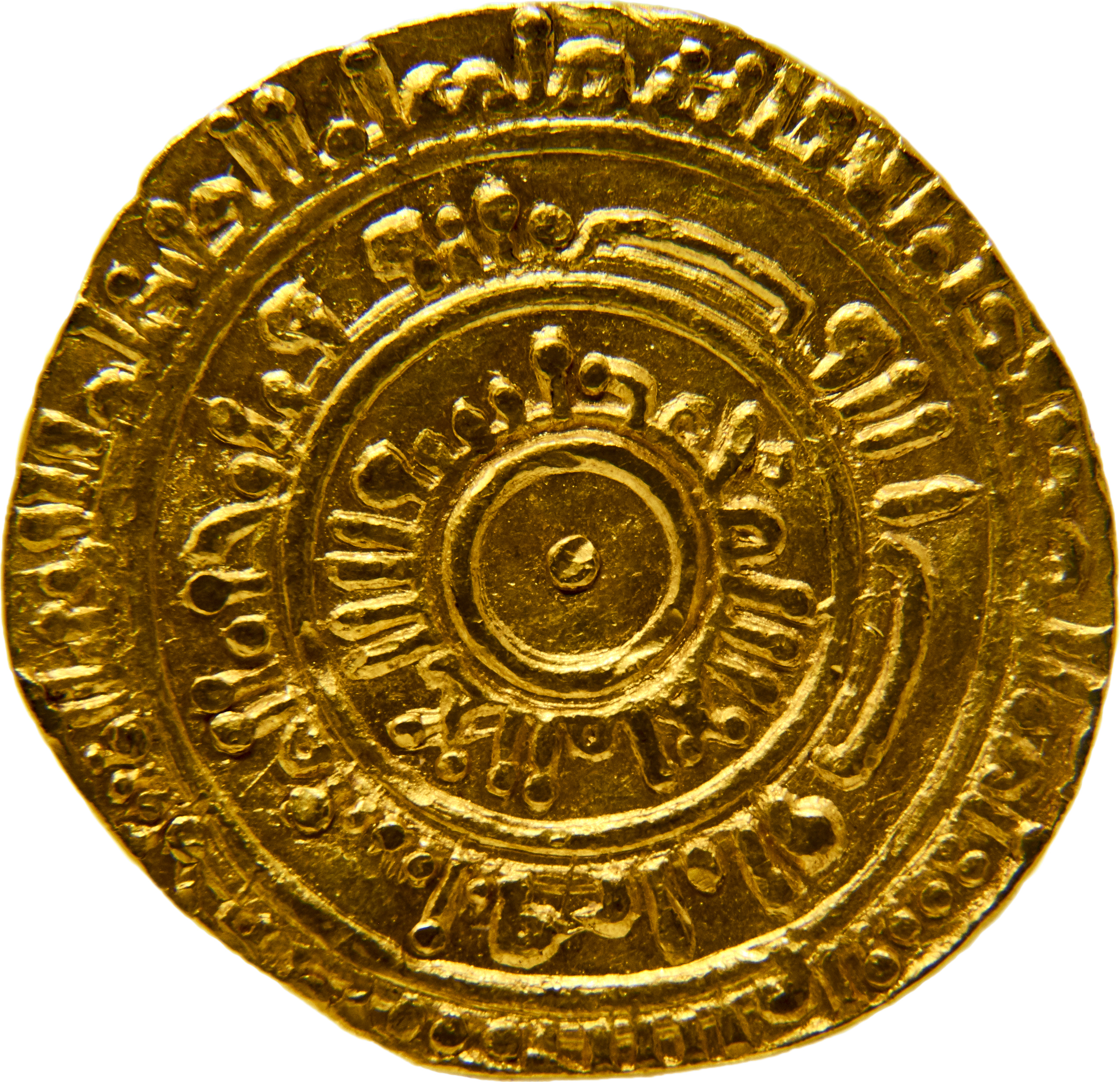
ニザールが短期間イマームとカリフの地位を主張していたヒジュラ暦488年（西暦1095年）にアレクサンドリアで鋳造されたニザールのディナール金貨

これらの出来事の一方でニザールは少数の従者を連れてアレクサンドリアに逃れた。アレクサンドリアで総督を務めていたトルコ人のナスル・アッ＝ダウラ・アフタキーンはアル＝アフダルと対立していたため、ニザールはすぐにアフタキーンの支援を得ることができた。同様にニザールは現地の裁判官（カーディー）、住民、そして周辺地域のアラブ諸部族を味方に引き込んだ。そしてアル＝ムスタファー・リッ＝ディーニッラーフ（「神の信仰のために選ばれし者」の意）の即位名を名乗り、イマームとカリフの地位を宣言するとともに反乱を起こした。1994年にはこの即位名が刻まれたニザールのディナール金貨が発見され、ニザールがカリフとして即位名を名乗り、その名を刻んだ硬貨を鋳造していたことが明らかとなった。ウォーカーによれば、ニザールが支持を得るまでの速さとマクリーズィーによって記録されている他のいくつかのエピソードは、ニザールがムスタンスィルの後継者になることへの期待、あるいは希望を抱いていた比較的大きな派閥の存在を示唆している。
ニザールの反乱は当初は成功裏に進んだ。1095年2月に行われたアル＝アフダルによるアレクサンドリアへの攻撃は容易に撃退され、ニザールの軍隊はカイロの郊外まで進撃した。しかし、続く数か月の間にアル＝アフダルは賄賂と贈り物によってアラブ諸部族の忠誠を取り戻すことに成功した。弱体化したニザールの軍隊はアレクサンドリアまで押し戻され、都市は包囲下に置かれた。11月にはニザールの軍司令官のムハンマド・ブン・マサールが都市に残っていた財宝のほとんどを持ち出してアレクサンドリアから逃亡した。その結果、ニザールとアフタキーンは安全保障（アマーン）を得られないまま降伏を余儀なくされた。二人はカイロに連行され、アフタキーンが処刑された一方でニザールは幽閉された。その後ニザールも死亡したが、その死の詳細や正確な日付は不明である。
ファーティマ朝と同様にイスマーイール派を信奉していたイエメンのスライフ朝の女王であるアルワー・アッ＝スライヒーに送られた現存するムスタアリーの即位を伝える書簡は、「公式に」流布された事件の内容を伝えている。それによれば、ニザールはムスタンスィルの他の息子たちと同様に当初はムスタアリーのイマームの地位を受け入れ、敬意を払っていたが、欲と嫉妬に駆られて反乱を起こしたとされている。また、アレクサンドリアにおける降伏までの経緯はある程度詳細に記されているものの、ニザールやアフタキーンの最期については何も触れられていない。

## ニザール派の成立
後継者をめぐる問題は以前にも存在したが、ファーティマ朝内部で対立した王族が継承権をめぐって実際に争ったのはムスタアリーとニザールのケースが初めてであった。また、イスマーイール派の信仰におけるイマームの極めて重要な役割を考慮すると、後継者問題は非常に重大な問題であり、単なる政治的な陰謀に止まらず極めて宗教的な意味合いも伴うものであった。現代のイスマーイール派研究の先駆者であるサミュエル・ミクロス・スターンの言葉を借りるならば、後継者問題は「信徒の個人的な救済だけでなく、組織化された宗教の存続をも左右するもの」であった。また、スターンは、イスマーイール派の信徒にとって「権利主張者の人間性は然したる問題ではなかった。ニザールの支持者たちは統治者としてのニザールの優れた功績によって動かされたのではなく… 重要だったのは正当な後継者の中に体現される神与の権利であった」と述べている。

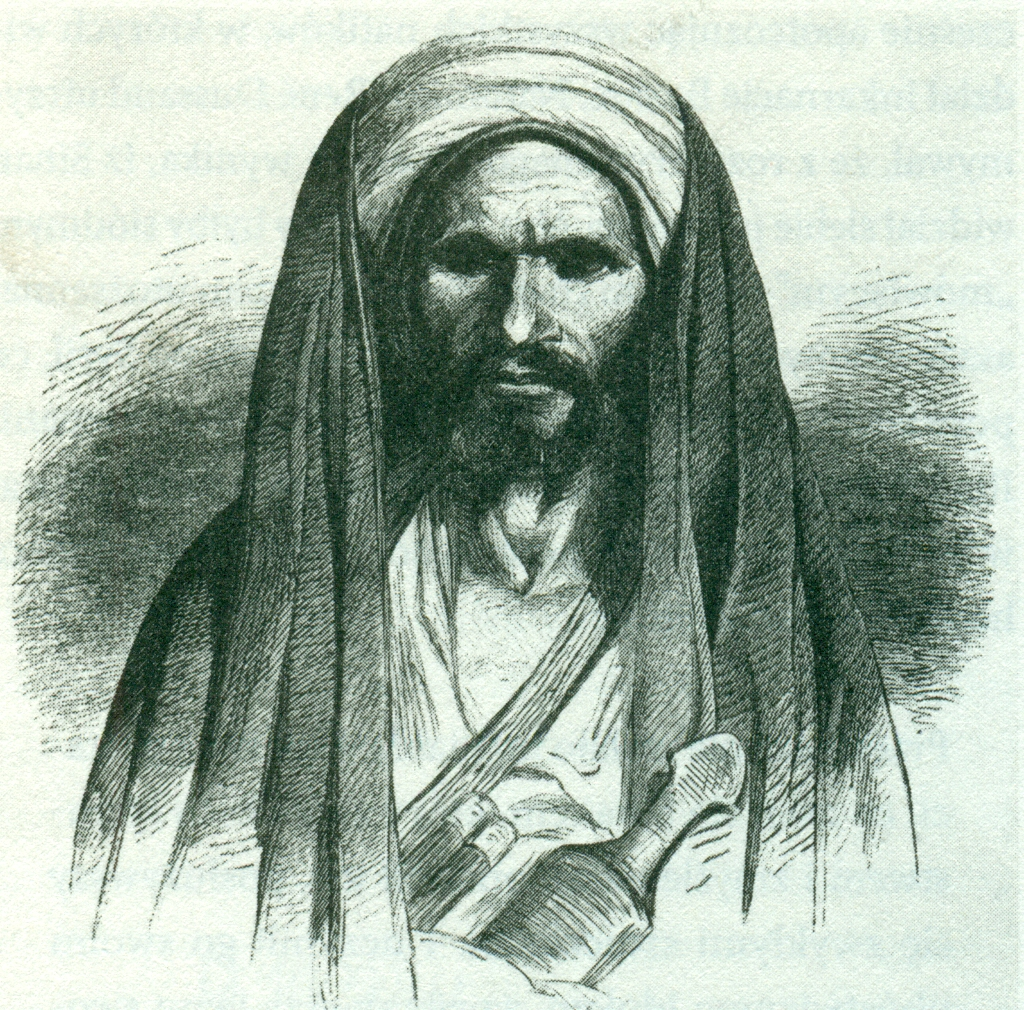
ペルシアにおいてニザール派を確立したハサン・サッバーフを描いた19世紀の版画

これらの1094年から1095年にかけて起こった出来事は、結果的にイスマーイール派の運動において今日に至るまで続く恒久的な分裂を引き起こした。ムスタアリーはファーティマ朝の支配者層やイスマーイール派の公的な宗教指導者層（ダアワ）、そしてシリアとイエメンでこれらの指導者の影響下に置かれていたイスマーイール派の共同体からその地位を認められたが、中東のより広い地域、特にペルシアとイラクの共同体のほとんどはムスタアリーの継承を認めなかった。ペルシアのイスマーイール派のダーイーを率いていたハサン・サッバーフは、偽りのない信念によるものだったのか、あるいはカイロの支配から逃れるための都合の良い口実だったのか、理由ははっきりしないものの速やかにニザールのイマームへの権利を認め、恐らくニザールがアレクサンドリアを統治していた頃にはすでにカイロとの関係を断ち、独立した教宣組織（ダアワ・ジャディーダ）を確立した。この出来事によって、イスマーイール派の運動は互いに対立するムスタアリー派とニザール派へ恒久的に分裂することになった。
その後の数十年にわたり、ニザール派はエジプトのムスタアリー派の支配者たちにとって最も厳しい敵となった。ハサン・サッバーフはいわゆる「暗殺教団」を組織し、この組織は1121年に起きたアル＝アフダルの暗殺や、1130年10月に起きたムスタアリーの息子でその後継者のアーミル（アル＝アフダルの甥で義理の息子でもあった）の暗殺に関与した。これらの事態はファーティマ朝政権の衰退の前触れとなるイマームとカリフの地位の継承における危機へと発展し、政権の最終的な崩壊へつながっていった。1130年から1131年にかけてアル＝アフダルの息子のクタイファートによってファーティマ朝は一時的に廃絶されたが、1132年1月にニザールの甥にあたるアブドゥルマジードがアーミルの直系の後継者が不在の中でハーフィズ（在位：1132年 - 1149年）の即位名を名乗り、イマームとカリフの地位を継承した。そしてハーフィズの継承によって（ムスタアリー派に属する）イスマーイール派はハーフィズの継承を受け入れたハーフィズ派とハーフィズの継承を受け入れずアーミルの幼い息子で誕生後まもなく姿を消したタイイブの継承を支持したタイイブ派へ再び分裂することになった。ニザール派がペルシアとシリア、タイイブ派がイエメンとインドで生き残ったのに対し、ファーティマ朝政権と密接に結びついていたハーフィズ派は、サラーフッディーン（サラディンの呼び名でも知られる）によって1171年にファーティマ朝が最終的に廃絶されて以降は長く生き残ることができなかった。

## 子孫とイマーム位の継承
ニザールと同時代のいくつかの史料によれば、ニザールには多くの息子がいた。少なくともその中の一人であるアル＝フサインは1095年に王家の他の人々（ニザールの兄弟であるムハンマド、イスマーイール、およびターヒルの三名を含む）とともにエジプトから西方のマグリブに逃れ、カイロの新体制に対抗する亡命者による一種の反体制派を形成した。ニザールの別の息子であるアル＝ムフタール・ムハンマドは、その名を刻んだ硬貨がイエメンで鋳造されていることから、イエメンに向かったとみられている。アル＝フサインは1132年の極めて異例な経緯によるハーフィズの即位の後にエジプトへの帰還を試みた。そして軍隊を立ち上げるに至ったものの、ハーフィズは軍司令官を買収してアル＝フサインを殺害させることに成功した。ハーフィズは1149年にもニザールの息子と称する人物による同様の脅威に直面した。この僭称者は多くのベルベル人の支持者を軍に集めることに成功したが、ハーフィズが再び軍司令官を買収したことでこの僭称者も殺害された。ニザールの子孫の権利主張者による最後の反乱は1162年に起きたアル＝フサインの息子のムハンマドによるものだったが、ムハンマドは偽りの約束によって誘い出され、ファーティマ朝のワズィールのルッズィーク・ブン・タラーイーによって処刑された。

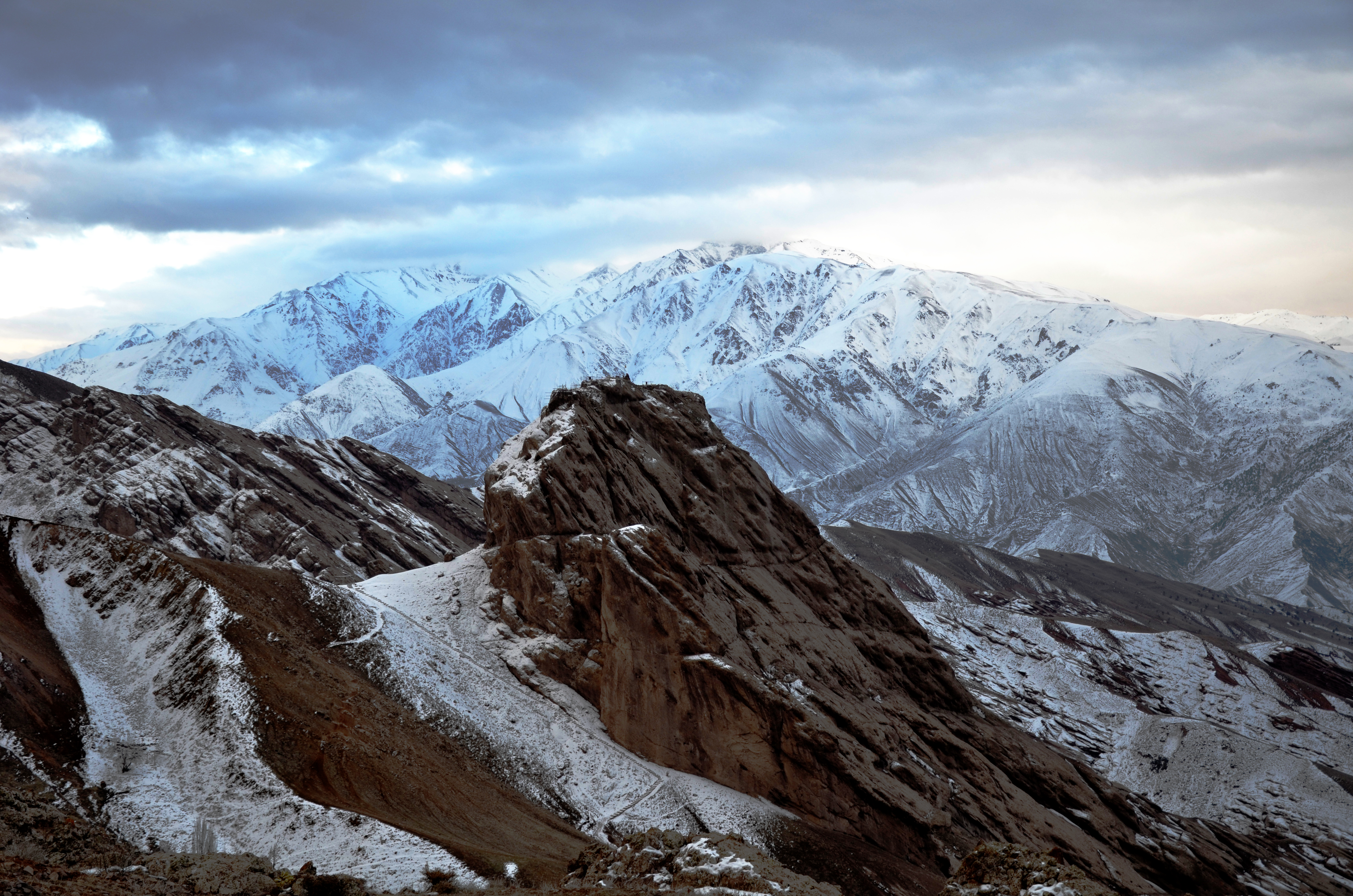
1256年にモンゴルによって征服されるまでニザール派国家の本拠地であったアラムート城の遺跡（写真中央部）

しかしながら、ニザールの息子たちは誰もニザールから正式に後継者として指名されていなかったことから、ニザールの死後にイマームとなる正当性を欠いていた。また、ニザール派の信徒は神によって授けられるイマームの血筋が途絶えることはあり得ないと考えていたため、このことは重大な問題として捉えられた。当初、一部のニザール派の人々は、ニザールは死んだのではなく、イスラームの救世主であるマフディー（あるいは少なくともその仲間）として復活すると信じた。イマームの存在を欠いていたことから、ハサン・サッバーフがペルシア中央部に築いたニザール派国家の本拠地であるアラムート城の硬貨は1162年までニザールの即位名であるアル＝ムスタファー・リッ＝ディーニッラーフの名で鋳造された。アラムート城ではこの年まで誰も公式にはイマームを名乗っておらず、ハサン・サッバーフとその二人の後継者はダーイー、あるいはフッジャ（「証」を意味する）の称号を用いて統治し、不在のイマームの代理として行動していた。しかし、ニザール派の人々からは早い時期からニザールの孫（あるいは息子）がエジプトから密かにアラムートに連れてこられ、正当なイマームとして隠遁生活を送っている（イスマーイール派ではこのようなイマームの隠匿をサトルと呼んでいる）と信じられていた。
ニザール派の伝承では、アラムートの第4代の支配者であるハサン・アラー・ズィクリヒッサラーム（在位：1162年 - 1166年）はもはや単なるダーイーではなく、隠匿されていたニザールの子孫であり、正当なイマームであったとみなされている。しかし、この主張が明確に示されるようになったのはその息子のヌールッディーン・ムハンマド（在位：1166年 - 1210年）の治世になってからである。現代のニザール派における慣例では三人のイマーム、すなわちアリー・アル＝ハーディー、ムハンマド・アル＝ムフタディー、およびハサン・アル＝カーヒルがニザールの後を継いで隠棲しながら統治したとされているが、さまざまな一次史料の中にはこれとは異なる系図も見られる。ドイツのシーア派研究者であるハインツ・ハルムによれば、これらの隠匿された三人のイマームは架空の人物である可能性が高く、ファーティマ朝の末裔であるとするハサン・アラー・ズィクリヒッサラームの主張の信憑性は歴史学上の大きな問題として残っている。それでもなお、ハサンの後継者たちはニザール派の現代のイマームであるアーガー・ハーンに至るまでニザールの子孫であるという主張を維持し続けている。